# Muzej crvene povijesti
Muzej crvene povijesti osnovan je 2019. godine u Dubrovniku. Muzej se bavi arhiviranjem, istraživanjem i prezentiranjem cjelokupne povijesti socijalizma u Hrvatskoj i Dubrovniku te je prvi muzej ovoga tipa u Hrvatskoj.
Smješten je u radničkom i tranzitnom predjelu Dubrovnika – Gružu, u sklopu stare Tvornice ugljenografitnih proizvoda – TUP, koja je osnovana 1953. na vrhuncu socijalističke industrijalizacije zemlje. 
Postav muzeja prezentira razdbolje od 1919. godine i osnivanja Komunističke partije Jugoslavije i njenog puta do osvajanja vlasti i uspostavljanja socijalizma u zemlji pa sve do raspada Socijalističke Federativne Republike Jugoslavije i proglašenja hrvatske neovisnosti 1991. godine.
Jedan je od 26 muzeja u Dubrovniku, a prema ocjenama posjetitelja stranice TripAdvisor proglašen je za najbolji muzej u Hrvatskoj 2019. godine.

## Vanjske poveznice
- (hrv.) (engl.) Muzej crvene povijesti / Red History Museum, službene mrežne stranice